# Wapen van Riemst

Het wapen van Riemst (sinds 1986).

Het wapen van Riemst is het heraldisch wapen van de gemeente Riemst in de Belgische provincie Limburg. Het wapen werd op 8 juli 1986 bij ministerieel besluit aan de fusiegemeente toegekend.

## Geschiedenis
Na het ontstaan van de fusiegemeente Riemst in 1977 (Genoelselderen, Herderen, Kanne, Membruggen, Millen, Riemst, Val-Meer, Vlijtingen, Vroenhoven en Zichen-Zussen-Bolder), koos men voor een gedeeld wapen dat verwees naar het verleden van haar deelgemeenten. In het eerste deel werd het wapen van het graafschap Loon gekozen omdat maar liefst acht vroegere heerlijkheden deel uitmaakten van dit graafschap, met name Bolder (samen met Meer), Genoelselderen, Herderen, Membruggen, Millen, Riemst, Val en Zichen-Zussen, terwijl in de tweede helft de rijksadelaar verwees naar het feit dat  Vlijtingen en Vroenhoven rijksheerlijkheden en Op- en Nederkanne Luikse heerlijkheden waren. De omgekeerde sleutel van Sint-Servaas in de ingedreven punt verwees ten slotte naar het kapittel van Sint-Servaas dat de rijksheerlijkheid Vlijtingen en sinds 1505 ook de Loonse heerlijkheid Zichen-Zussen in haar bezit had.

## Blazoenering
De blazoenering luidt:
Gedeeld 1. gedwarsbalkt van tien stukken van goud en van keel 2. in goud een dubbele adelaar van sabel, gebekt, getongd en gepoot van keel; ingedreven punt: in keel een omgekeerde Sint-Servaassleutel van zilver.— Ministerieel besluit van 8 juli 1986.

## Vergelijkbare wapens

Het wapen van Loon en alle afgeleide wapens daarvan.
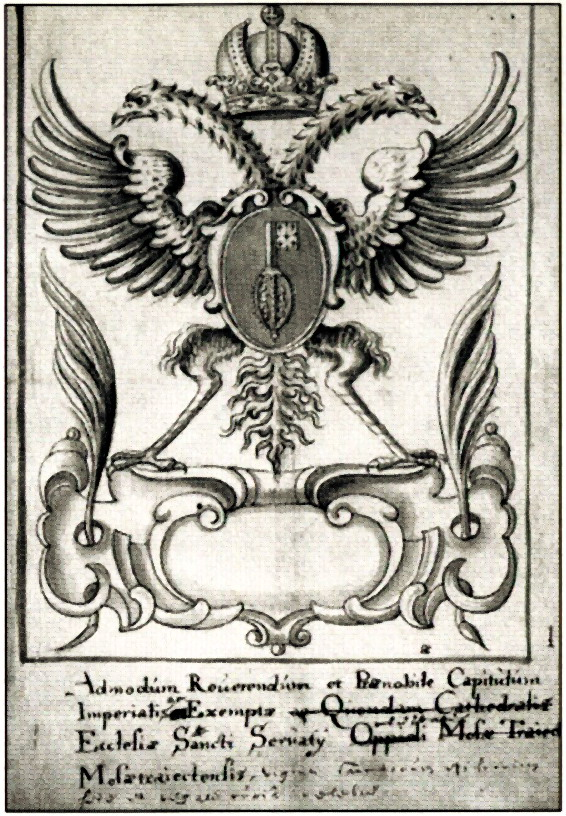
Wapen Sint-Servaaskapittel met sleutel (18e-eeuwse prent).
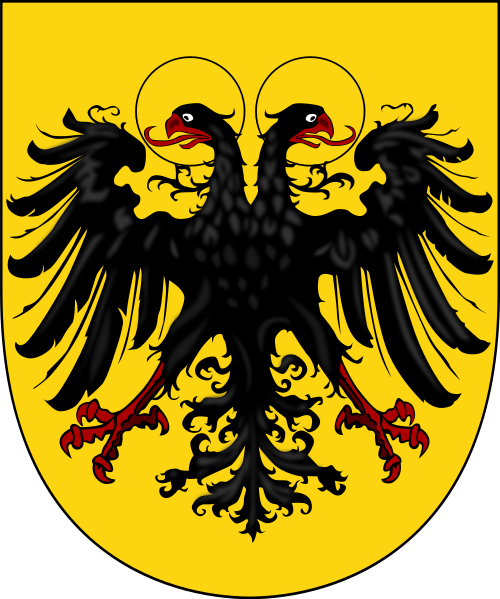
Wapen van het Heilige Roomse Rijk.